# الدوخة الذاتية المزمنة
يستخدم مصطلح سي اس دي (بالإنجليزية CSD) لوصف النوع الأكثر شيوعًا من أنواع الدوخة والذي يصعب تصنيفه بسهولة كنوع من عدة أنواع أخرى وعادةً ما يظهر فيه الفحص البدني طبيعيًا. في البدء غالبًا ما يعاني المرضى المصابون بالدوار الذاتي المزمن من إصابة مفاجئة في جهازهم الدهليزي المسؤول عن الشبكة العصبية التي تحافظ على الإحساس بالتوازن، وحتى بعد شفاءهم من هذه الإصابة فإنهم عادة ما يصفون إحساسًا غامضُا بعدم التوازن يزداد سوءً بالمحفزات البيئية مثل الأماكن المرتفعة والوقوف على الأشياء المتحركة أو البيئات المغمورة بالحركة كالشوارع المزدحمة والحشود. وثمة مؤشر واضح على أن القلق والأمراض العقلية الأخرى لها دور في أعراض الدوخة التي تحدث عند الإصابة بمرض الدوخة الذاتية المزمنة ولكن تصنف الحالة على أنها اضطراب دهليزي وظيفي مزمن وليست كحالة بنيوية أو نفسية.
كما تتضمن الاقتراحات إعادة تسميته ب الدوخة الوضعية الإدراكية المستمرة (بي بي بي دي) لتسليط هذا المسمى الضوء بشكل أفضل على الأوجه المتعددة للحالة، كما أدرجت منظمة الصحة العالمية هذا المسمى في مسودة قائمة التشخيصات التي سيتم تضمينها في الإصدار التالي من التصنيف الدولي للأمراض (ICD-11) في عام 2017

## العلامات والأعراض
يمكن أن تشمل الأعراض التالية وهي:
- الشعورالدائم بعدم الثبات أو التأرجح أو الترنح أو الدوخة أو الدوار

- اختلال التوازن في معظم الأيام لما يقارب 3 أشهر على الأقل.
- مشاكل التوجه المكاني.
- الشعور بعدم التوازن.
- الحساسية الشديدة للحركة أو المحفزات البصرية المعقدة مثل متاجر البقالة أو القيادة في ظروف جوية معينة.
- تفاقم الدوخة عند الدخول في بيئات بصرية معقدة مثل السير في محل بقالة.
- ثقل الرأس والشعور بالطفو والدوار.

قد تسوء أعراض الدوخة الذاتية المزمنة عند أي حركة ذاتية متعجلة وعادة تكون هذه الحركة من الرأس أو رؤية حركة من موضوع آخر وهذه الأعراض تصبح عادة غير ملحوظة في حالة استلقاء الشخص.

## التشخيص
قد يكون التشخيص صعباً نظراً لعدم وجود اختبار محدد للدوخة الوضعية الإدراكية المستمرة ولكن فقط مجرد سلسلة من اختبارات الأقصاء للأسباب الدهليزية الأخرى.، في حالة كانت جميع اختبارات الإقصاء طبيعية وكانت الأعراض متطابقة فمن المحتمل أن يكون التشخيص هو الدوخة الإدراكية الوضعية المستمرة (بي بي بي دي).

## العلاج
تشمل العلاجات الفعالة علاج إعادة التأهيل الدهليزي والأدوية مثل مثبطات استرداد السيروتونين الانتقائية والعلاج النفسي بما في العلاج السلوكي المعرفي وهو العلاج الأكثر فعالية.
كما ظهرت نتائج واعدة من خلال استخدام التنبيه المباشر عبر الجمجمة جنبًا إلى جنب مع إعادة تأهيل جهاز التوازن مؤدياً إلى تحسنٍ كبيرٍ في أعراض المرضى وأُجريت هذه الطريقة على مجموعة زائفة في دراسة استكشافية. وأظهرت دراسة مؤخرا ً بأن تنبيه العصب المبهم غير الغازي من أجل تقديم تأثير ملموس لدى مرضى الدوخة الوضعية الإدراكية المستمرة (بي بي بي دي) فيما يتعلق بنوعية الحياة، والتحكم في التوازن الوضعي، وشدة النوبات ومستوى الاكتئاب لم يظهر آثاراً جانبية خطيرة. ويُقال إن النتائج تشير ضمنًا إلى أن nVNS هو خيار علاجي آمن وواعد في المرضى الذين يعانون من (بي بي بي دي) الغير مستجيب للعلاج وتقترح الحاجة إلى طرح مزيداً من البحوث.

## التاريخ
ربما كان أول تسجيل حالة للدوخة الذاتية المزمنة (سي اس دي) من خلال تصوير طبيب الأعصاب الألماني كارل ويستفال في أواخر القرن التاسع عشر للأشخاص الذين عانوا من الدوخة والقلق والارتباك المكاني عند التسوق في ساحات المدينة. وسميت هذه الظاهرة بـ "رهاب الخلاء"، أي الخوف من السوق، كما يستخدم المصطلح الآن لوصف الخوف النفسي، لكن وصف ويستفال الأصلي تضمن العديد من أعراض الدوخة وعدم التوازن الغير مدرجة في التعريف النفسي الحديث. كذلك يكره الأشخاص المصابون بمرض الدوخة الذاتية المزمنة الحشود لما فيها من حركة تؤدي إلى الشعور بالدوخة على النقيض من الأشخاص الذين قد يشعرون بالقلق في الحشود لمجرد شعورهم أن شيئًا سيئًا سوف يحدث.